# Lenca (volk)

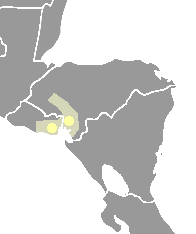
Hypothetische grondgebied van de Lenca

De Lencas (enkelvoud: Lenca) zijn een indiaans volk in Centraal-Amerika. Zij waren lange tijd de voornaamste bewoners van het huidige Honduras en El Salvador.
Gedurende de Spaanse kolonisatie organiseerden zij vanuit El Salvador een verzetsstrijd die gedurende tien jaar aanhield. Deze oorlog eindigde met de dood van de Lenca-leider Lempira.
Tegenwoordig bestaat er in El Salvador, en in mindere mate ook in Honduras (bijvoorbeeld rondom La Esperanza), nog een actieve gemeenschap van Lencas.
De Inheemse volken hebben hun krachten gebundeld in de Raad van Inheemse volken van Honduras (COPINH). Zij hebben te maken met ( internationaal gefinancierde) projecten van de overheid voor hun gebieden (bv waterkrachtcentrales (bv. in het bassin van de Gualcarque), met houtkapbedrijven die illegaal bezig zijn en met plantage-eigenaren met uitbreidingsplannen. Op donderdag 3 maart 2016 werd COPINH-medeoprichtster  Berta Cáceres, een Lenca, die opkwam voor het milieu en de rechten van de inheemsen, 's nachts in haar huis vermoord. Tussen 2010 en 2014 waren al 101 actievoerders, velen "Indiaans", vermoord.
Cacaopera · Chorotega · Lenca · Pipil · Poqomam · Q'eqchi'
Ch'orti' · Garifuna · Jicaque · Lenca's · Miskito · Pech · Sumo